# Richard Cresswell
Pour les articles homonymes, voir Creswell.
Richard Paul Wesley Cresswell, couramment appelé Richard Cresswell, est un footballeur puis entraîneur anglais, né le 20 septembre 1977 à Bridlington, Angleterre. Évoluant au poste d'attaquant, il est principalement connu pour ses saisons à York City, Sheffield Wednesday, Preston North End (où il a été élu Joueur de l'année par les supporteurs en 2002), Leeds United, Stoke City et Sheffield United ainsi que pour avoir été sélectionné en Angleterre espoirs.

## Biographie

### Carrière internationale
Il reçoit quatre sélections en équipe d'Angleterre espoirs, la première le 9 février 1999 pour une victoire 2-1 en amical contre les espoirs français. Il inscrit son premier et unique but le 4 juin 1999 pour une victoire 3-0 contre la Suède en qualifications pour le championnat d'Europe espoirs 2000.

### Carrière d'entraîneur
Il est nommé à la tête de York City pour assurer l'intérim le 26 octobre 2015, après le départ de Russ Wilcox (en). Il est accompagné de Jonathan Greening comme adjoint (Greening ayant été par ailleurs son témoin à son mariage) et d'Andy Leaning (en) comme entraîneur des gardiens. Il ne dirige l'équipe que pour un seul match, une défaite 0-1 contre Crawley Town, avant de laisser son poste à Jackie McNamara le 4 novembre 2015.